# Тундровая бурозубка
Тундровая бурозубка, или тундряная бурозубка (лат. Sorex tundrensis), — млекопитающее семейства землеройковых (Soricidae).

## Описание
Тундровые бурозубки — бурозубки среднего размера. Масса варьируется от 3,8 до 10 г. Длина тела с головой составляет 83 до 120 мм, хвоста — от 20 до 37 мм. Особи с Аляски часто уступают в размере канадским.
Имеется выделяющийся окрас, меняющийся в зависимости от сезона и возраста: летом, у взрослых особей трехцветный мех, с темно-коричневым окрасом на спине, бледно-коричневым на боках, и бледно-серым — на брюхе. Разница между окрасом на спине и животе менее заметна у детёнышей и молодых особей. Зимой характерен двухцветный мех, длиннее летнего, с коричневым окрасом на спине и сероватыми боками и животом. Хвост также двухцветен, с более коричневым основанием и заметно темным кончиком.

## Распространение
S. tundrensis относится к неарктическим видам, и занимает территории от Канады (Юкон, Британская Колумбия, дельта Маккензи), Аляски и до Сибири. Также известно о распространении вида в Монголии и на севере Китая. Есть неподтвержденные сообщения о находках бурозубки на корейском полуострове.

## Статус популяции и охрана
МСОП относит S. tundrensis к видам вне опасности. Тундровая бурозубка внесена в Красные книги Магаданской и Сахалинской областей.